# دونكان مكارثر فانك
دونكان مكارثر فانك هو سياسي أمريكي، ولد في 1 يونيو 1832 في Funks Grove, Illinois ‏ في الولايات المتحدة، وتوفي في 17 ديسمبر 1911. نشط حزبياً في الحزب الجمهوري. وقد انتخب عضو مجلس نواب إلينوي ‏.